# Nepezzano
Nepezzano is een plaats (frazione) in de Italiaanse gemeente Teramo.